# أكيرا فانتيني
أكيرا فانتيني (باليابانية: ファンティーニ 燦) (مواليد 24 مايو 1998)، هو لاعب كرة قدم سابق كان يلعب كحارس مرمى.

## وصلات خارجية
- أكيرا فانتيني على موقع رابطة كرة القدم اليابانية للمحترفين (اليابانية)
- أكيرا فانتيني على موقع قاعدة بيانات كرة القدم.إي يو (الإنجليزية)
- أكيرا فانتيني على موقع Soccerway.com (الإنجليزية)
- أكيرا فانتيني على موقع عالم كرة القدم.نت (الإنجليزية)